# 미국 의회예산처

로고

의회예산처(CBO:Congressional Budget Office)는 1974년에 설립된 미국 의회의 입법보조기관이다.
미국 의회조사국(CRS), 미국 연방회계감사원(GAO), 기술평가원(OTA)과 함께 미국 의회의 4대 입법보조기관 중 하나이다.

## 같이 보기
- 미국 의회조사국(CRS)
- 미국 연방회계감사원(GAO)
- 기술평가원(OTA)